# Életot

Életot este o comună în departamentul Seine-Maritime, Franța. În 1 ianuarie 2022 avea o populație de 630 de locuitori.